# Morawka (dopływ Ostrawicy)
Morawka (cz. Morávka) – rzeka o długości 29,6 km we wschodnich Czechach, w kraju morawsko-śląskim. Jej zlewnia obejmuje centralny obszar gór Beskidu Morawsko-Śląskiego i powiatu Frydek-Mistek. Prawy i największy dopływ Ostrawicy.
Wypływa z ubocza góry Sulov na wysokości 880 m n.p.m., nieopodal granicy ze Słowacją. Następnie płynie w kierunku północno-zachodnim przez rzadko zaludniony obszar górski na terenie gminy Morawka. Około 10 km od źródła w latach 60. XX w. wybudowano zbiornik wodny o pojemności 0,5 mln m³. Dalej spływa przez miejscowości: Prażmo, Raszkowice, Ligota Górna, Ligota Dolna, Noszowice, Dobra, Stare Miasto i kończy swój bieg w mieście Frydek-Mistek. Dolny bieg rzeki objęty jest strefą ochrony przyrody.
Koryto rzeki poniżej Raszkowic, do Skalicy, tj. na odcinku od 5,47 do 10,6 km jej biegu, jest objęte ochroną w postaci Narodowego pomnika przyrody Skalická Morávka.